# Josep Mallorquí i Figuerola
Josep Mallorquí i Figuerola (Barcelona, 12 de febrer de 1913 - Madrid, 7 de novembre de 1972), escriptor català de literatura popular i guionista, pare del també escriptor César Mallorquí.

## Biografia

### Infància i joventut
La seva mare, Eulalia Mallorquí Figuerola, fou abandonada pel pare de Josep Mallorquí poc abans de néixer, i fou criat per la seva àvia Ramona fins que va morir. Després va passar a un internat dels Salesians. Aquesta infantesa li va produir un caràcter tímid i somiador. Va ser mal estudiant i als 14 anys va abandonar el col·legi i va començar a buscar-se la vida treballant. Va ser un gran lector de tot el que queia a les seves mans.
Als 18 anys va heretar la fortuna de la seva mare morta, cosa que li va proporcionar un període de benestar i luxe i una vida diletant, practicant tota classe d'esports.

### Inicis professionals
En 1933 comença a treballar per l'Editorial Molino. A part de dominar el francès, va aprendre anglès amb un amic, la qual cosa li va permetre traduir i llegir en ambdues llengües en idioma original. Va traduir llavors moltes obres`per a la "Biblioteca Oro" de Molino i va realitzar alguns relats curts de complement per a la citada biblioteca i episodis per a la "Sèrie Popular Molino", que publicava històries de nova factura sobre antics herois de fulletó com Buffalo Bill, o Nick Carter.
En esclatar la guerra civil espanyola, Molino emigra a Buenos Aires, on continua la seva labor editorial. Mallorquí, encara que a Espanya, continua traduint per a ella la mítica col·lecció "Hombres Audaces", que publicava en castellà les aventures dels herois "Doc Savage", "La Sombra", "Bill Barnes" i "Pete Rice", i que continuaria, més endavant, amb les de "El Vengador", "El Capitán" i "Jim Wallace" (personatge aquest, que era en realitat el Nick Carter publicat per Street&Smith). Mallorquí s'anima a escriure aventures com les que tradueix i publica a "La Novela Deportiva", de Molino (que es va publicar a Argentina a partir de 1937), llarguíssima col·lecció íntegrament escrita per Mallorquí i que va constar de 44 novel·les, més unes altres dotze en la seva segona època, ja a Espanya.
Va escriure també biografies de conqueridors espanyols i quatre novel·les de detectius per la "Biblioteca Oro": El misterio de los guantes negros, El misterio de los tres suicidas, La travesía del Audaz i Ébano. Al final de la guerra, amb el retorn de Molino a Espanya, tant "Hombres Audaces" com "La Novela Deportiva" van ser editats en la Península. Com una sort d'experiment de Pablo Molino, es crea la subcol·lecció "Hombres Audaces: Nuevos Héroes", en la qual l'editor comptaria amb les seves joves promeses, com Mallorquí, Hipkiss i Vallvé per escriure nous títols d'herois hispans.
Mallorquí va començar escrivint un nou "Pete Rice" amb la sèrie "Tres Hombres Buenos" que havia devia ben poc a la seva homòloga americana pels seus plantejaments i personatges. A aquest títol, i en la mateixa col·lecció, es va sumar "Duke", un personatge al que Mallorquí professava un especial afecte i que s'ha inspirat en Jim Wallace, si bé el seu autor afirmava que li recordava més a Doc Savage.
Mallorquí i Hipkiss s'havien forjat ja una sòlida reputació com a professionals de la Novela Popular i Molino li va oferir la direcció de "Narraciones Terroríficas", la versió hispana de "Weird Tales", que Mallorquí preparava a Espanya (seleccionant, traduint i escrivint relats propis), però que únicament va arribar a publicar-se a Argentina i Mèxic. Els disset relats propis que va incloure en la col·lecció, els va posar per afició, ja que no els va cobrar.

### Reconeixement i èxit
Va començar a escriure gran quantitat de "Westerns" per a diferents editorials, entre les quals es trobava la recentment creada Ediciones Clíper, de Germán Plaza; en una de les col·leccions de Clíper, "Novelas del Oeste" que el seu editor li havia encarregat, Mallorquí va escriure la que seria primera de les seves novel·les sobre un famós personatge, El Coyote, signant-la com Carter Mulford i basant-se en "El Zorro", personatge creat per Johnson Mc Culley per a les revistes pulp americanes All Story i The Argosy. El personatge va agradar Mallorquí i va proposar Pablo Molino una col·lecció basada en aquest personatge, però ho va rebutjar. Llavors Mallorquí va proposar el projecte a Germán Plaza, editor de Clíper, que ho va acceptar i fou un èxit. Mallorquí va escriure desenes de novel·les amb aquest personatge i a més es va editar una revista de còmics il·lustrada per Batet i els guions dels quals realitzava el propi Mallorquí, àlbums de cromos, pel·lícules, i fins i tot nombres especials. La sèrie va aconseguir 192 títols fins a 1953.
Des de l'any 49, Mallorquí havia provat fortuna amb "Pueblos del Oeste", o "Jíbaro", col·lecció treta per Clíper en 1951 que narrava les fosques aventures de Juanito "Jíbaro" Vargas, un ésser sanguinari i turmentat que venjava la mort del seu pare i la bogeria de la seva mare en els primers episodis i que es mostrava com una mena d'"antiheroi", que no va quallar entre un públic acostumat a herois més lluminosos. A "Jíbaro", Mallorquí va mostrar baixes passions i ambients més pudents, la "cara bruta" de l'Oest.
Un altre dels seus treballs en aquella època va ser la Col·lecció "Futuro". Mallorquí desitjava portar a Espanya la novel·la de ciència-ficció tal com fes a Argentina amb el gènere de terror, però el projecte no semblava interessar i només li demanaven "coyotes". Al final va recórrer a Germán Plaza, que com sempre va acceptar. La col·lecció Futuro no va durar molt malgrat el seu èxit de vendes i li van faltar les grans signatures internacionals.

### Últims anys
En 1953, neix el seu fill César, que serà també escriptor. Accepta una oferta de la cadena SER i comença a treballar per a la ràdio. Allí va donar començament a una sèrie de serials radiofònics. El seu primer serial va ser "Dos hombres buenos". Va realitzar molts altres treballs per a la ràdio, com "El Coyote", "Los Bustamante", "Lorena Harding", o "La tierra antes de Adán", un programa de divulgació sobre la prehistòria. Va rebre el Premi Ondas en dues ocasions (1954 i 1964), i el Premi Nacional de Ràdio (1965). A més va novel·litzar gran part d'aquelles històries, que serien publicades per l'editorial Cid. Dos hombres Buenos, per exemple, es va publicar entre febrer de 1958 i abril de 1962, aconseguint l'enorme xifra de 100 nombres. Los Bustamante es van publicar, també per Cid, entre els anys 1962 i 1963, al llarg de 23 novel·les.
En aquells temps José, la seva dona Leonor del Corral i els seus fills, es traslladen a Madrid. Havia anat quedant-se una mica cosa sord i col·leccionava des de vitoles de puro fins a segells o armes de foc (a pesar que era un convençut pacifista).
En 1967 la seva dona va emmalaltir de leucèmia i va morir al juny de 1971. En aquells dies escrivia els guions radiofònics de Miss Móniker. En 1972, un greu problema d'esquena l'impossibilita continuar escrivint i recorre a dictar a una secretària i, deprimit per no tenir a la seva dona, es va suïcidar la matinada del 7 de novembre de 1972. La nota que va deixar va ser senzilla: No puedo más. Me mato. En el cajón de mi mesa hay cheques firmados, i va signar Papà. I sota: "Perdón".